# Jerzy Galiński (muzyk)
Jerzy Galiński (ur. 31 maja 1944, zm. 20 lutego 2020) – polski klarnecista, muzyk jazzowy, pedagog muzyczny.

## Życiorys
Był członkiem założonego w 1962 zespołu jazzowego Ragtime Jazz Band z którym wystąpił między innymi na Międzynarodowym Festiwalu Jazzowym Jazz Jamboree ’65 w Warszawie, a także w koncercie galowym jubileuszowego XX Festiwalu Old Jazz Meeting w 1986. Był także członkiem zespołów Old Timers i Gold Washboard, jak również współpracownikiem zespołów Prowizorka Jazz Band i Big Band Stodoła. Brał udział w festiwalach oraz trasach koncertowych w kraju i zagranicą. Uczestniczył w nagraniu 9 płyt w tym między innymi: Ragtime Jazz Band i Hold the Line (1972; Old Timers). W 1974 r. zdobył nagrodę jako najlepszy solista na Międzynarodowym Festiwalu Jazzu Tradycyjnego Old Jazz Meeting "Złota Tarka".
Od 1996 prowadził zajęcia w klasie saksofonu i klarnetu w Autorskiej Szkole Muzyki Rozrywkowej i Jazzu I i II Stopnia im. Krzysztofa Komedy w Warszawie. 
Był wieloletnim członkiem ZAW STOART.